# Caraibodesmus pictus
Caraibodesmus pictus är en mångfotingart som beskrevs av Loomis 1969. Caraibodesmus pictus ingår i släktet Caraibodesmus och familjen Chelodesmidae. Inga underarter finns listade i Catalogue of Life.